# Емер Кенні
Емер Гвін Морганна Кенні (англ. Emer Gwynne Morganna Kenny; нар. 10 жовтня 1989, Лондон, Велика Британія) — британська акторка та сценаристка.

## Життєпис
Народилася Емер 10 жовтня 1989 року в Лондоні в боро Герінгей. Має валлійське та ірландське коріння. До 2008 року відвідувала школу для дівчаток North London Collegiate School.

### Кар'єра
Професійний дебют відбувся в 2007 році в теледрамі BBC «Спускаючись з гори».
У 2009 році знялася в телефільмі BBC Two режисера Домініка Саваджа «Вільне падіння». В цьому ж році знялася в своєму першому фільмі «Убивці вампірок-лесбійок».
У 2010 році почала зніматися в ролі Жа Жа Картер в мильній опері BBC «Мешканці Іст-Енду», а також його спін-офф в Інтернеті «Жителі Іст-Енду: Е20». Вона пройшла кінопроби після того як написала сценарій другого епізоду «Жителів Іст-Енду: Е20». Надалі вона продовжила написання сценаріїв для серіалу поєднуючи це з виконанням заявленої ролі. 30 вересня 2010 року Кенні останній раз з'явилася в образі Жа Жа Картер. 8 травня 2012 року вийшов перший епізод «Жителів Іст-Енду», знятий за її сценарієм.
У 2010 році була представлена в образі Титанії з комедії Вільяма Шекспіра «Сон літньої ночі» в проекті Ролфа Харріса «Рольф Харріс малює свої мрії» в рамках документального телесеріалу «Arena».
У 2011 році Кенні написала сценарій для третьої серії і була відібрана в BBC Writers Academy, ставши наймолодшим сценаристом, де займалася написання сценаріїв для «Жителів Іст-Енду», а також для таких медичних драм, як «Катастрофа», «Голбі Сіт» та «Лікарі». У тому ж році отримала роль Даніели Рівз в ситкомі BBC Three «Молода матуся».
У 2012 році пройшла прослуховування на роль Хоуп в телесеріалі «Бівер Фолс» телеканалу E4.
У 2013 році грала роль Рейчел спільно з комедійним тріо Pappy's в ситкомі BBC Three «Погані дорослі».
У 2016 році стала сценаристом декількох епізодів в ірландської мильній опері «Ред-Рок».
У 2017 році пройшла прослуховування на роль Високоповажної Пенелопи «Банті» Віндермір — племінниці леді Фелісії Монтегю в детективному серіалі BBC One «Отець Браун».

### Особисте життя
28 травня 2016 вийшла заміж за телеведучого Ріка Едвардса.

## Фільмографія

### Телебачення
| Рік       | Назва                  | Роль                                     | Примітки                               |
| --------- | ---------------------- | ---------------------------------------- | -------------------------------------- |
| 2007      | «Спускаючись з гори»   | Гейл                                     |                                        |
| 2009      | «Вільне падіння»       | Кейт                                     |                                        |
| 2010      | «Мешканці Іст-Енду»    | Жа Жа Картер                             | 56 епізодів                            |
| 2010      | «Жителі Іст-Енду: Е20» | Жа Жа Картер                             | Сезон 1, 12 епізодів Сезон 2, епізод 1 |
| 2011      | «Ерік і Ерні»          | Джоан Бартлетт (дружина Еріка Моркама)   | телефільм                              |
| 2012–2014 | «Молода матуся»        | Даніела Рівз                             |                                        |
| 2012      | «Бівер Фолс»           | Говп                                     | Сезон 2                                |
| 2013      | «Погані дорослі»       | Рейчел                                   | Сезон 1                                |
| 2014      | «Нетями»               | Іззі                                     | Сезон 1, епізод 4                      |
| 2017      | «Отець Браун»          | Високоповажна Пенелопа «Банті» Віндермір | Сезон 5-теперішній час                 |

### Фільми
| Рік  | Назва                      | Роль    |
| ---- | -------------------------- | ------- |
| 2009 | «Убивці вампірок-лесбійок» | Ребекка |

### Сценарії
| Рік       | Назва                  | Епізод(и)                                                                                |
| --------- | ---------------------- | ---------------------------------------------------------------------------------------- |
| 2010-2011 | «Жителі Іст-Енду: Е20» | - Сезон 1, епізод 2 - Сезон 2, епізод 1 - Сезон 3, епізод 3                              |
| 2012–2014 | «Мешканці Іст-Енду»    | - Епізод 4423 (8 травня 2012) - Епізод 4724 (7 жовтня 2013) - Епізод 4883 (3 липня 2014) |
| 2012      | «Голбі Сіті»           | «A Lighter Note» (10 жовтня 2012)                                                        |
| 2012      | «Лікарі»               | «Після вечірки» (27 листопада 2012)                                                      |